# Ползунец
Ползуне́ц (укр. Повзунець) — украинский сценический танец, впервые поставленный Павлом Вирским. При создании танца за основу взято фольклорное танцевальное движение «ползунец». В танце большинство танцевальных па выполняется на согнутых в коленях ногах, с периодическим подпрыгиванием с согнутых ног.
Является одним из самых известных украинских танцев. Ползунец является шутливым сюжетным танцем, в котором танцовщики демонстрируют свою ловкость, сноровку и силу. Обычно танец исполняют 10 парней. В начале танца они выстраиваются друг за другом за правой кулисой и выходят в зал на согнутых ногах и выстраиваются на сцене полукругом. Танец содержит 17 танцевальных фигур.